# Yngvar Karlsen
Yngvar Hafsund Karlsen (* 4. Juni 1920 in Eidanger; † 28. Juli 2001 in Skien) war ein norwegischer Eisschnellläufer.
Karlsen, der für den IF Herkules aus Skien startete, nahm von 1931 bis 1958 meist an nationalen Wettbewerben teil und startete international erstmals in der Saison 1946/47. Dabei belegte er bei der Mehrkampfeuropameisterschaft 1947 in Stockholm den vierten Platz im Kleinen Vierkampf und bei der Mehrkampf-Weltmeisterschaft 1947 in Oslo den fünften Rang im Großen Vierkampf. In der Saison 1951/52 lief er bei der Mehrkampfeuropameisterschaft 1952 in Östersund auf den achten Platz im Großen Vierkampf und in Oslo bei seiner einzigen Teilnahme an Olympischen Winterspielen auf den 20. Platz über 5000 m sowie auf den 18. Rang über 10.000 m. Seine beste Platzierung bei norwegischen Mehrkampfmeisterschaften erreichte er im Jahr 1952 mit dem dritten Platz.

## Persönliche Bestleistungen
| Disziplin | Zeit        | Datum            | Ort       |
| --------- | ----------- | ---------------- | --------- |
| 500 m     | 44,8 s      | 1. März 1949     | Notodden  |
| 1000 m    | 1:45,1 min  | 26. Januar 1936  | Skien     |
| 1500 m    | 2:21,1 min  | 10. Februar 1952 | Hamar     |
| 3000 m    | 5:00,1 min  | 30. Januar 1952  | Steinkjer |
| 5000 m    | 8:25,0 min  | 9. Februar 1952  | Hamar     |
| 10.000 m  | 17:23,1 min | 27. Januar 1952  | Gjøvik    |